# مزرعه کمال‌آباد
مزرعه کمال‌آباد یک منطقهٔ مسکونی در ایران است که در دهستان خورمیز واقع شده‌است.